# 和平使命-2016
和平使命-2016是上海合作组织全部成员国家在武装力量上进行的第六次联合反恐军事演习，此次演习时间由2016年9月5日至12日。参演总兵力1100余人，在吉尔吉斯斯坦的伊塞克湖州的雪绒花训练中心举行。

## 演习目的
此次演习是上合组织框架内的例行性演习，为上合组织成员国深化防务与安全领域合作的重要内容，是在国际和地区反恐形势更趋复杂的环境下举行的一次重要演习，对共同应对地区恐怖威胁，合力打击三股势力（指暴力恐怖势力、民族分裂势力、宗教极端势力）具有重要意义。

## 参演国家
- - 提供场地
- 中华人民共和国[2]

- 俄羅斯